# Harumi Kori
Harumi Kori (født 17. august 1953) er en tidligere japansk fodboldspiller og træner.
Han har tidligere trænet Vissel Kobe.